# Mallinella septemmaculata
Mallinella septemmaculata là một loài nhện trong họ Zodariidae.
Loài này thuộc chi Mallinella. Mallinella septemmaculata được Hirotsugu Ono miêu tả năm 2004.